# Hemoglobinometru

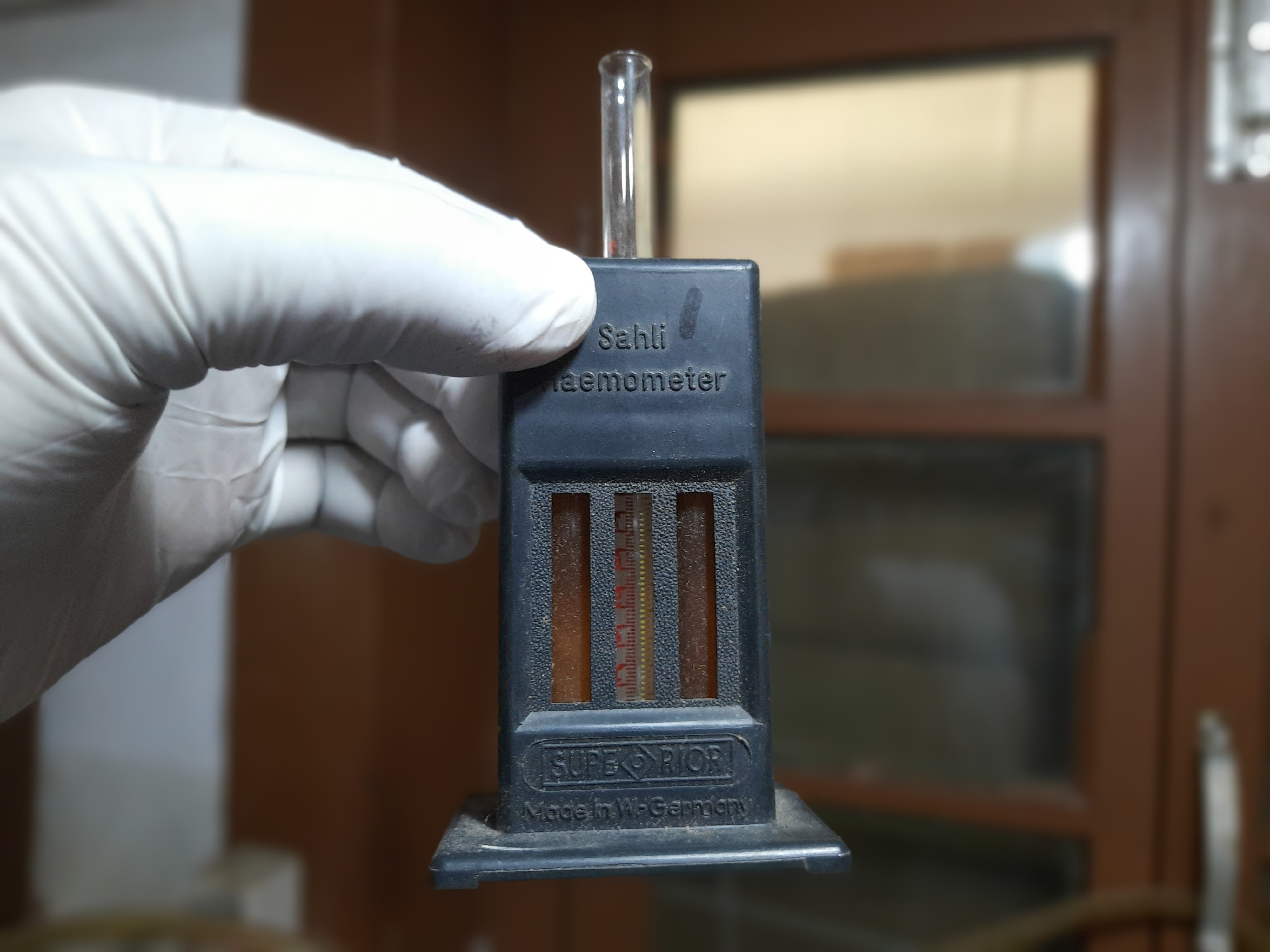
hemoglobinometru compus dintr-un tub de hemoglobină și un comparator

Hemoglobinometrul este un aparat electronic medical de măsurare a nivelului hemoglobinei sanguine. Poate măsura și alte variabile hemodinamice (hematologice), ca de exemplu saturarea sanguină cu oxigen. Aparatul funcționează pe baza principiului spectrofotometric. Existând și în construcție portabilă, hemoglobinometele pot ușor și convenabil să fie utilizate în locurile unde lipsesc laboratoare de analize medicale.